# Élections législatives mozambicaines de 2024
Les élections législatives mozambicaines de 2024 ont lieu le 9 octobre 2024 afin de renouveler les 250 sièges de l'Assemblée de la République du Mozambique. Une élection présidentielle et des élections provinciales ont lieu le même jour.
Le Front de libération du Mozambique (FRELIMO), au pouvoir depuis 1975, est largement favori et remporte de nouveau sans surprise la majorité absolue avec 171 sièges. Il remporte également la présidentielle avec son candidat Daniel Chapo dans un scrutin considéré comme frauduleux par les observateurs internationaux.

## Contexte
Le Mozambique est gouverné par le Front de libération du Mozambique (FRELIMO) depuis sa victoire sur le Portugal lors de la guerre ayant abouti à l'indépendance du pays le 25 juin 1975. D'abord parti unique d'une république populaire marxiste-léniniste, le FRELIMO accepte de faire passer le pays au multipartisme en 1992 à l'issue de la guerre civile l'opposant à la Résistance nationale du Mozambique (RENAMO), tout en remportant l'ensemble des scrutins organisés depuis.
Lors des précédentes élections en octobre 2019, le FRELIMO accroît sa majorité absolue en remportant 71 % des voix et 184 sièges sur 250. Il est cependant accusé par les observateurs internationaux d'utiliser des fonds publics pour sa campagne électorale, provoquant un traitement médiatique disproportionné en faveur du gouvernement. La campagne est également entachée de violences commises par des membres dissidents du parti RENAMO, ancien groupe rebelle, qui font au moins un mort. L'opposition dénonce des fraudes électorales via des bourrages d'urnes, l'arrestation arbitraire de ses représentants ainsi que des actions d'intimidation des électeurs le jour du scrutin,.
La campagne de 2024 est marquée par l'échec du gouvernement à mettre fin à la rébellion djihadiste de l'État islamique dans la Province de Cabo Delgado, à l’extrême nord du pays. Cette dernière a notamment pour conséquence d'empêcher le gouvernement de mettre en œuvre l'exploitation des gisements de gaz naturel de la province, sur lesquelles il compte pourtant pour développer le pays. Malgré cette crise, le ralentissement de l'économie ainsi que les dissensions internes au FRELIMO, ce dernier conserve sa prédominance sur la vie politique mozambicaine, et reste favori pour se maintenir au pouvoir,,.

## Mode de scrutin
Le parlement unicaméral du Mozambique, l'Assemblée de la République, est composé de 250 sièges pourvus pour cinq ans au scrutin proportionnel plurinominal de liste dans onze circonscriptions plurinominales de 12 à 50 sièges correspondant aux provinces du pays en fonction de leur population. Sur le total, deux sièges sont exceptionnellement élus au scrutin uninominal majoritaire à un tour par la diaspora mozambicaine, dans deux circonscriptions recouvrant pour une le reste de l'Afrique et pour l'autre le reste du monde. Le scrutin a lieu via des listes fermées et le résultat en voix est réparti en sièges à l'aide de la méthode d'Hondt à toutes les listes ayant dépassé le seuil électoral de 5 %.

## Résultats
|                           |                                                               |            |       |     |        |               |
| Partis                    | Partis                                                        | Voix       | %     | +/- | Sièges | +/-           |
|                           | Front de libération du Mozambique (FRELIMO)                   |            |       |     | 171    | 13            |
|                           | Parti optimiste pour le développement du Mozambique (PODEMOS) |            |       | Nv  | 43     | 43            |
|                           | Résistance nationale du Mozambique (RENAMO)                   |            |       |     | 28     | 32            |
|                           | Mouvement démocratique du Mozambique (MDM)                    |            |       |     | 8      | 2             |
|                           | Autres partis                                                 |            |       | –   | 0      | en stagnation |
|                           |                                                               |            |       |     |        |               |
| Suffrages exprimés        |                                                               |            |       |     |        |               |
| Votes blancs et invalides |                                                               |            |       |     |        |               |
| Total                     | Total                                                         | 7 245 651  | 100   | –   | 250    | en stagnation |
| Abstentions               | Abstentions                                                   | 9 923 588  | 57,80 |     |        |               |
| Inscrits / participation  | Inscrits / participation                                      | 17 169 239 | 42,20 |     |        |               |

## Analyse et conséquences
Si le scrutin a lieu dans le calme — à l'exception de plusieurs communes du Cabo Delgado où la rébellion islamiste empêche la tenue du vote —, les observateurs internationaux et locaux relèvent qu'il est à nouveau l'objet de pratiques électorales frauduleuses qui portent atteinte à sa crédibilité. Le FRELIMO utilise ainsi l'ensemble des ressources de l'état à son profit lors de la campagne, tandis que le vote lui-même est l'objet d'irrégularités,.
Selon les observateurs de l'Union européenne, plus d'un tiers des chiffres des bureaux de dépouillement ne concordent pas avec les procès-verbaux des bureaux de vote. Également mises en cause, les listes électorales comportent un total d'électeurs égal à 104 % de la population estimée lors du dernier recensement, mineurs compris. Comparée au précédent scrutin en 2019, les listes ont ainsi augmenté de 30 % contre 17 % pour la population adulte, favorisant la fraude par le vote d'électeurs fictifs. L'opposant Venancio Mondlane dénonce quant à lui un « banditisme électoral » de la part d'« un régime qui fera tout pour ne pas perdre les élections »,. Le 23 décembre 2024, Le Conseil constitutionnel valide les résultats.